# Rosario Vera Peñaloza (departamento)
Departamento Rosario Vera Peñaloza é um departamento da província de La Rioja, na Argentina.